# Weisel
Weisel är en Ortsgemeinde i Rhein-Lahn-Kreis i det tyska förbundslandet Rheinland-Pfalz. Weisel, som för första gången nämns i ett dokument från omkring år 1275, har cirka 1 000 invånare.
Kommunen ingår i kommunalförbundet Verbandsgemeinde Loreley tillsammans med ytterligare 21 kommuner.